# Feuerthalen
Feuerthalen (gsw. Fürtale, Füürtale) – miejscowość i gmina (Politische Gemeinde) w północnej Szwajcarii, w kantonie Zurych, w okręgu (Bezirk) Andelfingen. Leży nad Renem.

## Demografia
We Feuerthalen mieszka 3771 osób. W 2021 roku 23,3% populacji gminy stanowiły osoby urodzone poza Szwajcarią.

## Transport
Przez teren gminy przebiegają drogi główne nr 13, nr 14 i nr 15.